# 아드리아나 체칙
아드리아나 체칙(Adriana Chechik, 1991년 11월 4일 ~ )은 미국의 포르노 배우이다. 2017 AVN상 올해의 여성 퍼포머상 수상자이다.